# ジョージ・ロブレド
ジョージ・ロブレド・オリベル（George Robledo Oliver, 1926年4月14日 - 1989年4月1日）は、チリ・イキケ出身の元サッカー選手。ポジションはフォワード。

## 経歴
チリ人の父親とイングランド人の母親の元、チリのイキケで生まれた。1932年、彼が5歳の頃、イギリスのヨークシャー州に家族揃って移住した。炭坑夫として働く傍らハダースフィールド・タウンFCでアマチュア選手としてサッカーをしていた。第二次大戦のさなか、バーンズリーFCに移籍し、1949年には1部のニューカッスル・ユナイテッドと契約した。移籍金の中には、同じくサッカー選手である弟のテッドとクラブとの契約も含まれていた。
1949年2月5日、チャールトン・アスレティック戦でデビューすると、サンダーランドとのダービーマッチでは初得点を挙げた。その後の12試合で5点を挙げ、幸先の良いスタートを切った。1949-50シーズンは11得点、1950-51シーズンは14得点し、1951-52シーズンには33得点で得点王に輝いた。彼はスペイン語を話せなかったが、チリ代表として1950 FIFAワールドカップに招集された。初戦の相手はイングランドであった。FAカップは1951年と1952年に連覇するが、FAカップの決勝でプレーする初の南米選手であった。イングランド1部では82ゴールを挙げ、半世紀ほど経ってからドワイト・ヨークに破られるまで、外国人得点記録を保持し続けた。
1953年、弟テッドがチリのCSDコロコロに移籍したため、ジョージもこれに続いた。1953年は26得点で、1954年は25得点で2シーズン連続の得点王に輝いた。1961年に現役引退し、1989年に心臓発作で静かにこの世を去った。

## 所属クラブ
- 19xx-1949  バーンズリーFC 105試合 45得点
- 1949-1953  ニューカッスル・ユナイテッド 146試合 82得点
- 1953-1958  CSDコロコロ 153試合 84得点
- 1959-1960  CDオヒギンス

## タイトル
- ニューカッスル・ユナイテッド

FAカップ：1951, 1952
得点王：1951-52
- CSDコロコロ

リーグ：1953
得点王：1953, 1954